# جامعة فينيسيا
جامعة فينيسيا هي مؤسسة خاصة للتعليم العالي يقع حرمها الرئيسي في الداودية في قضاء الزهراني المحافظة الجنوبية اللبنانية، تبعد 40 دقيقة بالسيارة من مطار بيروت الدولي، تأسست في عام 2012 بموجب المرسوم رقم 9089 باسم جامعة فينيسيا الدولية.

## التاريخ
تأسست جامعة فينيسيا في عام 2012، وانتهت أعمال البناء في صيف عام 2015، وبدأ التدريس في خريف عام 2015.

## الحرم الجامعي
يقع الحرم الجامعي الرئيسي لجامعة فينيسيا في منطقة الزهراني في المحافظة الجنوبية على مساحة 25 فدانًا تقريبًا، ويكمله مكتب إداري في منطقة بيروت المركزية يعمل أيضًا كمركز التعليم التنفيذي بالجامعة.
بالإضافة إلى الفصول الدراسية والمكاتب، يوفر الحرم الرئيسي مرافق بما في ذلك المكتبات والمختبرات والسكن السكني والمساحات التجارية والملاعب الرياضية وصالة رياضية وكنيسة وغرفة للصلاة.

## الكليات
الجامعة بها 6 كليات:
- كلية العمارة والتصميم [4]
- كلية الآداب والعلوم [4]
- كلية الأعمال [4]
- كلية الهندسة [4]
- كلية القانون والعلوم السياسية [4]
- كلية الصحة العامة [4]

## التخصصات والدرجات
تقدم الجامعة التخصصات التي تستند إلى دراسة شاملة لسوق العمل والتي تعمل على التوفيق بين الدراسة النظرية والمكونات العملية للتكنولوجيا الفائقة في جميع دوراتها.
كلية إدارة الأعمال
شهادات دون مرحلة التخرج
- المحاسبة والتمويل
- التسويق وريادة الأعمال
- العمليات وإدارة رأس المال البشري

كلية الآداب والعلوم
شهادات دون مرحلة التخرج
- التواصل ووسائل التواصل الاجتماعي
- المعلوماتية / علوم الحاسوب

كلية الهندسة
شهادات دون مرحلة التخرج
- هندسة البترول
- الهندسة المدنية والبيئية
- هندسة ميكانيكي
- الهندسة الكهربائية والاتصالات

كلية الصحة العامة
شهادات دون مرحلة التخرج
- الصحة العامة
- علاج النطق

كلية الحقوق والعلوم السياسية
شهادات دون مرحلة التخرج
- القانون

كلية العمارة والتصميم
شهادات دون مرحلة التخرج
- هندسة معمارية
- تصميم داخلي
- التصميم الجرافيكي

## منهاج دراسي
تشتهر جامعة فينيسيا بنماذجها التعليمية النموذجية المتمحورة حول الطالب في جميع الكليات والمعامل والمرافق عالية التقنية ومجموعة الخدمات والدعم المقدمة. يعد التعلم القائم على المشاريع (PBL) والتعلم في مكان العمل والمجتمع (LiWC) من بين العديد من النماذج البارزة التي يتم تنفيذها في PU، مما يسمح للطلاب ببناء المعرفة وتطوير مهاراتهم وقدراتهم وتطبيق النظريات على إعدادات الحياة الواقعية في مكان العمل والمجتمع. في PU، يفكر الطلاب محليًا ووطنيًا وعالميًا عند التعامل مع مختلف المهام والقضايا ومعالجتها. تقدم الجامعة أيضًا عددًا من الأنشطة اللاصفية والعديد من المرافق الترفيهية، والتي تكمل وتغذي الخبرات الأكاديمية لطلاب PU.